# Peugeot SR1
Le Peugeot SR1 est un concept car roadster coupé cabriolet hybride motorisé par la technologie « Peugeot HYbrid4 version essence-électrique », du constructeur automobile français Peugeot, présenté au Salon de Genève 2010.

## Historique
Intégrant une architecture Hybrid4 essence-électrique avec une puissance totale de 230 kW (313 ch) pour une émission de CO2 annoncée de 119 g/km de CO2, la Peugeot SR1 est présenté à la presse le 8 janvier 2010. 

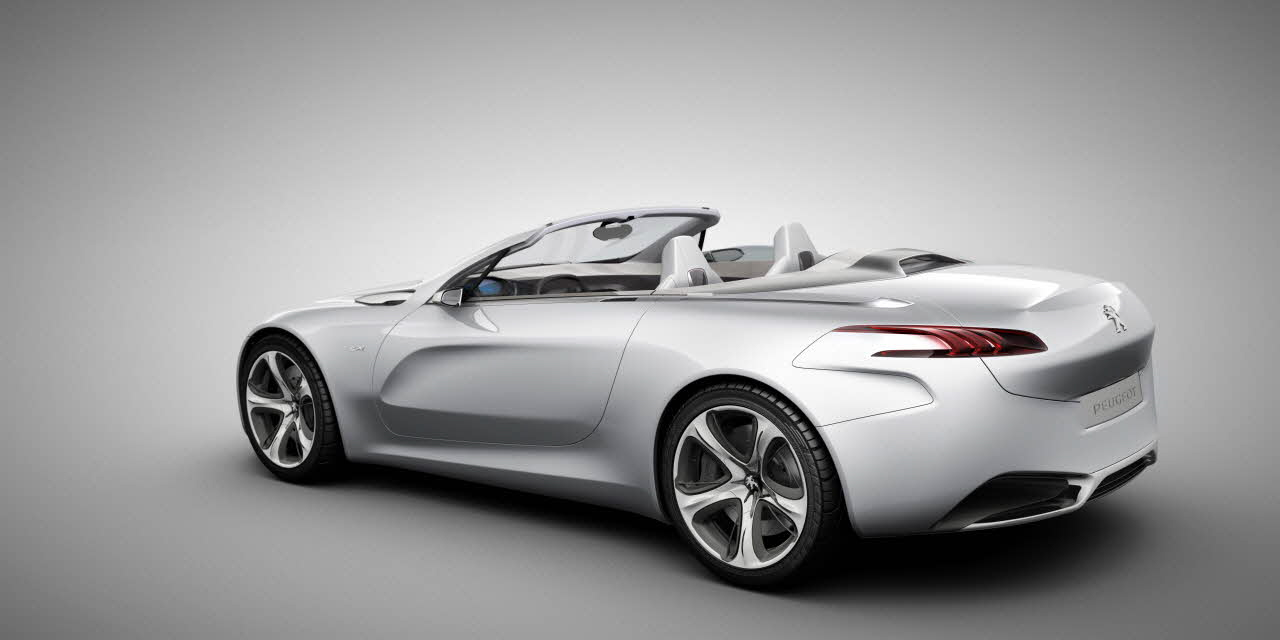
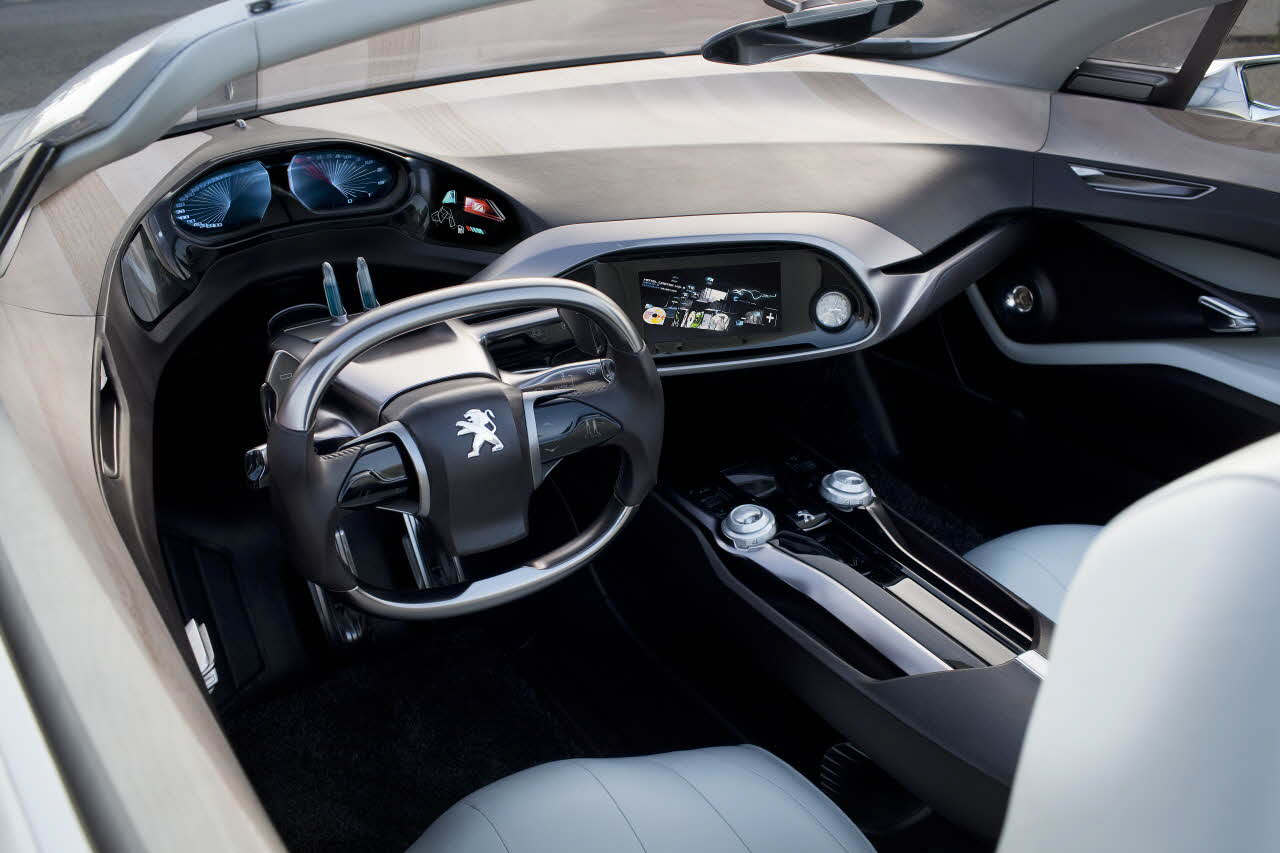

Cette présentation a été faite à l'occasion de l'introduction d'un nouveau design du logo lion de la marque. 

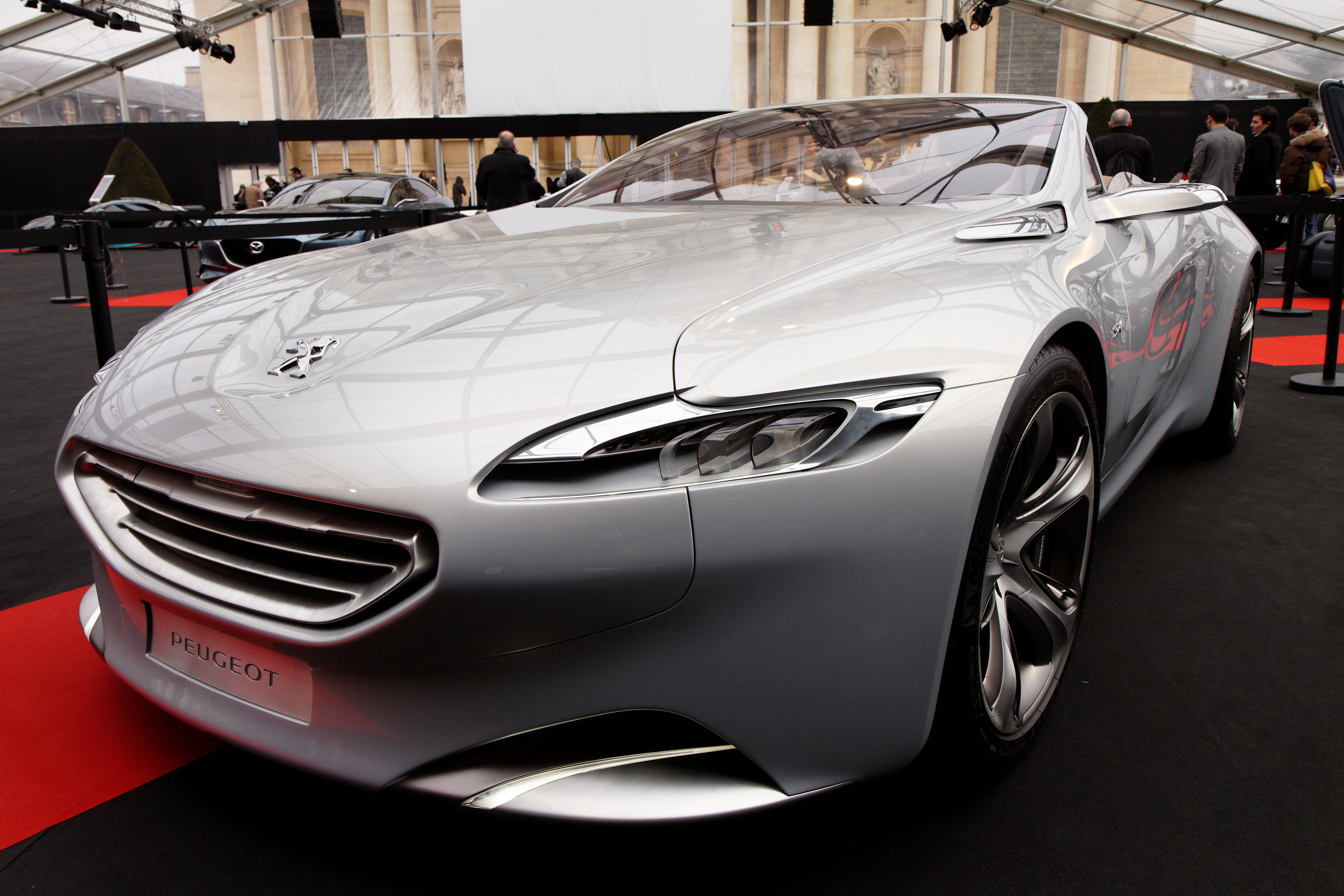
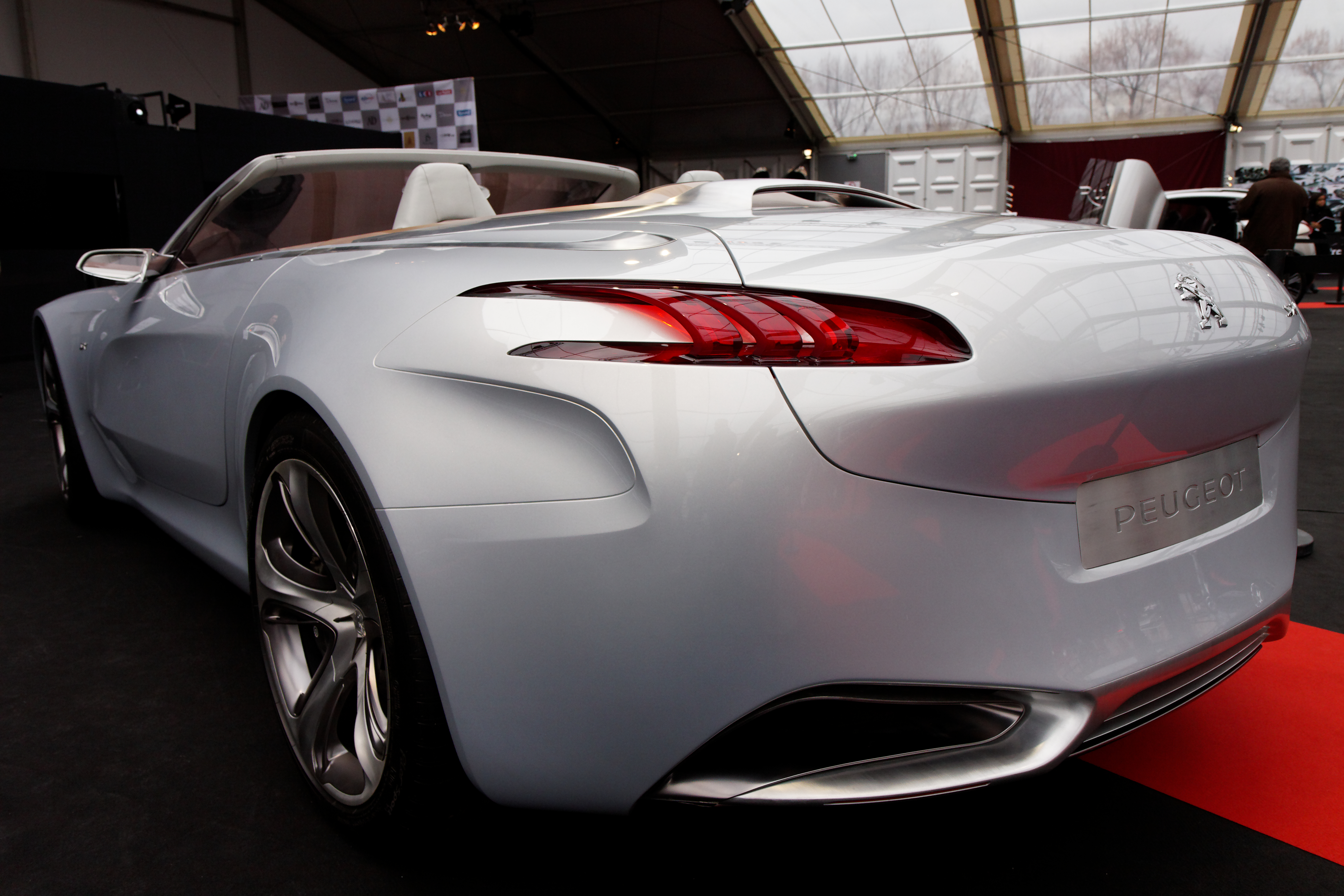

Elle fut à ce titre suivie avec beaucoup d'attention puisque perçue comme un révélateur du changement de style sochalien en termes de design, à la fois significatif et hautement stratégique pour la reconquête de son image et de son rang, notamment face aux cousines de chez Citroën.
Lors du Salon de Genève, le même coupé est présenté sous le nom « Peugeot WZX ». Il intègre alors la même motorisation diesel-électrique de 200 ch que le concept car 5 by Peugeot qui préfigure la Peugeot 208, la Peugeot 308 II, la Peugeot 3008 II, la Peugeot 5008 II et la nouvelle Peugeot 508. 
Le SR1 intègre un moteur essence 1.6 THP de 218 ch à l'avant, et un électrique à l'arrière de 95ch, délivrant une puissance totale de 313 ch lorsque les deux moteurs fonctionnent simultanément pour en faire une quatre roues motrices.